# Paola Cavalieri
Paola Cavalieri (Roma, 26 ottobre 1950) è una filosofa italiana che sostiene che anche agli animali si debbano estendere i diritti morali.

## La questione animale
Il suo lavoro teoretico s'incentra sulla domanda se dobbiamo continuare a ritenere gli animali esseri viventi secondari o se dobbiamo a loro attribuire dignità di considerazione morale. Superando la contrapposizione tra utilitarismo e kantismo Cavalieri sostiene che la dottrina dei diritti dell'uomo include la protezione morale degli animali.
Parlando di diritti cioè la Cavalieri si riferisce all'estensione alle altre specie animali di alcuni dei diritti fondamentali dell'uomo, quali il diritto di vivere in libertà o di non soffrire inutilmente. Il termine "diritto" viene quindi inteso in senso morale e legale. La posizione dei sostenitori dei diritti animali, come la Cavalieri, è dunque più specifica di quelle dei movimenti animalisti, che, nelle loro correnti più moderate, esprimono solidarietà nei confronti degli animali (animal welfare) senza necessariamente attribuire agli animali stessi dei diritti.
In particolare la causa dei diritti degli animali va estesa secondo la Cavalieri alle grandi scimmie. Su questo argomento ha pubblicato Il Progetto Grande Scimmia (1993), realizzato insieme al filosofo Peter Singer e da cui ha preso le mosse il Progetto Grande Scimmia, e La questione animale (1999). Cavalieri è inoltre direttrice della rivista internazionale di filosofia Etica & Animali.

## Libri
- Il progetto grande scimmia. Eguaglianza oltre i confini della specie umana, Theoria, 1993, ISBN 978-88-241-0391-6
- La questione animale. Per una teoria allargata dei diritti umani, Bollati Boringhieri, 1999, ISBN 978-88-339-1160-1

## Articoli
- Reviews of The Great Ape project: Jonathan Marks, Human Biology, December 1994. "A Trans-Specific Agenda", Russell H. Tuttle (1994), Science 264(5158): 602–603. "Keeping it in the family," Robert Wokler, Times Literary Supplement, 17 September 1993, reprinted in James Koobatian, The Thinking Reader, Wadsworth 2002.
- "Isn't It Time to Give Chimps Their Due?" Letter by Cavalieri to New York Times, printed February 10, 1997; "Don't Slight Disabled for Animal Rights' Sake," rejoinder by two Yale faculty members, printed February 16, 1997. The same two faculty members repeated their criticism in  Nora Ellen Groce e Jonathan Marks, The Great Ape Project and disability rights: Ominous undercurrents of eugenics in action, in American Anthropologist, vol. 102, n. 4, 2000,  pp. 818-822.
- "Rattling the cage", Salon, February 4, 2000. This review of a book by Steven Wise on animal rights briefly mentions The Great Ape Project as a precursor.
- "Animal Liberation at 30", Peter Singer, New York Review of Books, May 15, 2003. An extensive review of four books, one of which is Cavalieri's The Animal Question: Why Non-human Animals Deserve Human Rights.
- "Maintenir l'homme à part sans soumettre son statut au diktat des savoirs," Le Monde, June 27, 2003. Includes a mention of Cavalieri's work. In French.
- Review of The Animal Question by Marco Calarco (2004), International Studies in Philosophy 36(4): 109–110, calling Cavalieri "one of the premier international animal rights theorists writing today".
- "Great apes deserve life, liberty and the prohibition of torture", Peter Singer, The Guardian, May 27, 2006. This story by the other Great Ape Project founder describes the project in some detail as background to its pro-animal-rights message. Reprinted in the Taipei Times , China Daily, and Daily Times (Pakistan) .
- "Spain to regard apes as ‘legal persons’." Article from The Guardian, June 9, 2006, regarding a Spanish resolution "based on the work of the Great Ape Project, which was founded in 1993 by philosophers Peter Singer and Paola Cavalieri", with several paragraphs on their work. Reprinted in the Taipei Times.
- The Encyclopædia Britannica article on apes cites The Great Ape project as additional reading.